# Battenberg (Eder)
Pour les articles homonymes, voir Battenberg.
Battenberg est une municipalité allemande située dans l'arrondissement de Waldeck-Frankenberg du land de la Hesse.

## Personnalités liées à Battenberg
- Andreas Steinhöfel (1962- ) auteur de livres pour enfants et pour jeunes adultes, aussi traducteur.
- Maison de Battenberg